# Lagzi Lajcsi
Galambos Lajos, művésznevén Lagzi Lajcsi (Budapest, 1961. január 25. –) trombitás, mulatós zenei előadóművész, énekes, producer, műsorvezető. A Péntek esti dáridó és a Szuperbuli című televíziós műsorok egykori házigazdája. Legismertebb slágere a Hosszú fekete haj, amelynek szövegét Deák Bill Gyula írta. 

## Életpályája
Soroksári sváb családból származik, az eredeti családnevük Grósz volt. Zenészcsaládból való, ugyanis nagyapja és apja is hétvégenként lakodalmakat járva zenéltek.
Budapesten, azon belül Soroksáron végezte el az ének-zenei általános iskolát, majd a Bartók Béla Zeneművészeti Szakközépiskolába került, később pedig a Liszt Ferenc Zeneművészeti Főiskolán trombitaművészi és zenetanári diplomát szerzett.
Mint főiskolai végzős trombitás ösztöndíjas lett a Magyar Rádió akkor egyedüli, szakmailag legmagasabb szinten elismert Stúdió 11 nevű tánczenekarában, ahol Zsoldos Imrétől és Tomsits Rudolftól tanult könnyűzenei ismereteket. 21 évesen a Budapest Szimfonikus Zenekarral szólótrombitásként nyugat-európai turnén vett részt.
Lajos utcazenészként kezdte 1984-ben. A zeneművészeti diploma megszerzése után egy jellegzetes, mondhatni egyedi irányvonalat kezdett követni: saját stílusát, a modernizált, korszerűsített magyar szórakoztató zenét mutatta be. Többnyire nem fogadták lelkesedéssel elképzeléseit, így háttérsegítség nélkül, a saját maga által kiadott kazettáin kezdte népszerűsíteni e műfajt. Koncerttermek és más fellépések hiányában közvetlenül a közönséggel épített kapcsolatot, így a saját zenéjét adta elő a Sugár üzletközpont előtt és más közterületeken. Később úgy gondolta, hogy egy nagyszabású gálával jelentkezik, melyben komoly részt szánt a hajléktalanoknak is. Akkoriban ez volt az első ilyen jellegű esemény. A melegételosztás a Máltai Szeretetszolgálat és a Honvédség segítségével valósult meg. A többször megrendezett eseményen a Lajcsi által kitalált módon támogatott és saját maga által finanszírozva 30 000 ember jutott meleg ételhez.
1985-től a mai napig eladott hanghordozóinak száma – amelyeken mint Lagzi Lajcsi, Lajcsi vagy Galambos Lajos közreműködött – közelít a 4 millióhoz.

### A Dáridó tévéműsor
A TV2 kereskedelmi televízión futott az akkoriban jelentős nézettségnek örvendő Péntek esti Dáridó című könnyűzenei és szórakoztató műsor, ahol új, kezdő előadók is debütálhattak. Maga Galambos Lajos is a TV2 egyik alapító tagja volt. A műsorban a legtöbb akkor ismert híres magyar zenész és énekes megfordult az évek során. Ezenkívül korabeli külföldi sztárok is vendégeskedtek, mint Thalía vagy Natalia Oreiro.
A műsornak Galambos Lajos volt a főszerkesztője és producere is egyúttal, melyre önálló brandet építve fel, s a TV2 nézettségét alapvetően határozta meg. Nagy népszerűségnek örvendtek a produkció szabadtéri fellépései és Magyarországon az 1980-as évekbeli első hullámát követően az ezredfordulóra ismét közkedveltté vált az operettet és a magyar nótát a roma poppal együtt leváltó mulatós zene. 2000 szilveszterén Debrecenben közel 88 000 ember volt kíváncsi a rendezvényre, melyről televíziós felvétel is készült. A műsor ezenkívül karitatív tevékenységet is folytatott. György Péter az Élet és Irodalomban egyedülállónak nevezte a Dáridó teljesítményét.

### A Szuperbuli tévéműsor
A TV2 vezetőségének váltását követően Galambos Lajos átigazolt a közszolgálati televízióhoz, és a Szuperbuli című vasárnap esti show-műsort vezette az M1-en. A bemutatkozó adást a Magyar Televízió műsorán akkoriban rekord nézettség fogadta, majd a legnézettebb adás lett. Egyébként Galambos a közszolgálati csatornával korábban is kapcsolatban állt, mert alapítója és rendszeres támogatója az Aranyág című jótékonysági műsornak, s az általa felajánlott hangszerek és más tárgyak közel 20 millió forintot hoztak az alapítványnak. A karitatív munkát itt is folytatta, így az elsők közt nyújtott személyesen is támogatást 2010 őszén az ajkai vörösiszap-katasztrófa károsultjainak, a Magyar Vöröskereszt koordinálásával.
2008 környékén a műsor a 4!Story csatornán folytatódott.
2010 első felében indult a Muzsika Tv nevű kábeladó, ahol újra indult a Dáridó c. szórakoztató műsora.

## Magánélete
Elvált, exfelesége Boglárka, akitől három gyermeke született: Boglárka Anna (1998. december), Lajos (2000. január) és István (2001. augusztus). Öccse, Galambos István dobosként működött közre a Dáridó című műsorban.

### Bűnügye
Közüzemi számlák 30 milliós elcsalása, okirat-hamisítás és vesztegetési kísérlet vádjával 2015. szeptember 24-én, feleségével együtt letartóztatták, majd Székesfehérváron előzetes letartóztatásba helyezték. Feleségét néhány nap múlva kiengedték, mert a másodfokú bíróság álláspontja szerint hiányzott a szabadságvesztéssel büntetendő bűncselekmény megalapozott gyanúja. 2016. január 24-én reggel 8 órakor engedték ki az előzetesből a székesfehérvári börtönből.
Galambos Lajos a kezdetektől fogva tagadta a vádakat. Ő és ügyvédje, dr. Frölich Krisztián szerint a hatóságok koncepciós eljárást indítottak, továbbá mindketten rejtélyes bosszúállásról beszéltek, állításuk szerint a rendőrség hamis és törvénytelenül felhasznált bizonyítékokat vonultatott fel.
Időközben Galambos kifizette a szolgáltatóknak okozott kárt, csakhogy a továbbiakban az egészet úgy állította be, mintha ártatlan volna, nem követett el semmifajta bűncselekményt, mivel a közüzemi hátralékokat visszafizette. Azonban a rendőrségi nyomozás és a Galambos tulajdonában álló ingatlanokon végzett feltárások profi módon beépített elkerülővezetékeket fedeztek fel, amelyek segítségével évekig megcsapolhatták a hálózatot, mialatt a mérőórák teljesen más arányokat mutattak. Az illegálisan beépített vezetékeket korábban már két ellenőr észlelte, ám Galambos és felesége mindkettőjük hallgatását megvásárolta mintegy félmillió forinttal, amiről a rendőrség a titkos lehallgatás során szerzett tudomást. A lehallgatás annak kapcsán történt, hogy egy tolvaj a lopott dolgokat Galambos mocsai ingatlanján rejtegette. Ebben az ügyben Galambos nem volt érintett, de a lehallgatás anyagait a közműlopás és megvesztegetés elleni eljárás során felhasználták.
2021. szeptemberében 2 év 10 hónap börtönbüntetésre ítélték első fokon, valamint három évre eltiltották a közügyektől, illetve pénzbüntetést mellett 11 millió forint vagyonelkobzást is elrendelt ügyében a bíróság. Az ügyet tárgyaló Vass László bíró ítéletében kiemelte azt is, hogy a tárgyaláson igen nagymértékű hamis tanúzást tapasztalt. A Galambos védelmében eljáró ügyvédek több tanút is felsorakoztattak, akik jól észrevehetően összehangolt módon betanult szöveget mondanak, ezzel viszont azt kockáztatták, hogy hamis tanúzásért saját magukat hozták volna rosszabb helyzetbe Lagzi Lajcsi kimentése érdekében. Hamis tanúzás miatt nem indult ugyan eljárás, ám a bíróság erős fenntartásokkal kezelte ezeket a vallomásokat. Az elsőfokú ítélet ugyanakkor nagy nyomatékú enyhítő körülményként tekintett arra, hogy Galambos megfizette az okozott kárt.
Az Érdi Járási Ügyészség az ítélet ellen fellebbezett, a fellebbezés a vád szerint elítélt vádlottak esetében súlyosabb büntetések kiszabására irányult, a teljes egészében vagy részben felmentett vádlottak esetében pedig a bűnösségük vád szerinti megállapítását és büntetés kiszabását kérte az ügyészség. 2022 decemberében másodfokon a Budapest Környéki Törvényszék 3 év 6 hónap börtönbüntetést és 4 év közügyektől való eltiltást szabott ki rá. Büntetése letöltését 2023. április 26-án kezdte meg a baracskai BV intézetben. Az indoklásban a bíróság kiemelte, hogy az elsőfokú ítéletben figyelmen kívül maradt, miszerint Galambos Lajos volt a bűncselekménysorozat irányítója és legfőbb haszonélvezője, tekintettel arra, hogy a kerülővezetékeket mind az öt, birtokában álló ingatlannál az ő utasítására építették ki.
Galambos a jogerős ítélet után is hevesen tagadta a bűncselekmény elkövetésének tényét, az ellene lefolytatott eljárást törvénytelennek nevezte, felülvizsgálati eljárást akart kezdeményezni és különböző okokra (például betegségre) hivatkozva próbálta meg elkerülni a börtönbe vonulást, kérelmeit azonban elutasították. A börtönben éhségsztrájkolt és gyengélkedőn feküdt, amiket a médiában sokszor egyszerű trükknek tartottak avégett, hogy Galambos minél hamarabb szabadulhasson.
14 hónap után elhagyhatta a baracskai fogházat és a várhatóan 10 hónapig tartó háziőrizetét a boldogasszonypusztai birtokán tölti ki.

## Diszkográfia
- Grüsse von Schorokschar (1987)
- Mulatós slágerek (1991)
- Mix (1992)
- Hidd el szép az élet (2001)
- Bulizzunk ma együtt (2002)
- Dáridó Café & Gipsy Style (2002)
- Elmegyek– (2004)

## Televízió
- Dáridó – TV2 (1998–2002)
- Szuperbuli – M1 (2002, 2004) / Story4 TV (2005–2012)
- Péntek esti sztár – M1 (2008)
- Vacsoracsata – RTL Klub (2008)
- Ilyenek voltunk! – 10 éves a TV2 (2007)
- Nem a Te napod! – TV2 (2006)
- Eperfesztivál – Tahitótfalu (Fellépés évente)
- „Jani 65” – M1 (2002)
- NÉVshowR – M1 (2002–2005) / Magyar ATV (2005–2011)
- „Nézz le rám, ó Istenem” (Koncertfilm)
- Dáridó – Muzsika TV (2010–2011)
- Dáridó Klub – Zenebutik (2016)
- Minden napra Dáridó – Zenebutik (2019)
- Dáridó 25 – Zenebutik (2023)

## Díjak, kitüntetések
- Szokolya község díszpolgára (2004)[28]
- 2006-ban megkapta a Magyar Köztársasági Érdemrend tisztikeresztjét
- a TV2 két alkalommal jutalmazta Nívó díjjal
- három alkalommal kapta meg a Story Csillag díját, a közönség szavazás alapján a legnépszerűbb produkció kategóriában
- két alkalommal kapta meg az Aranyszarvas díjat, közönségdíjat
- 2000-ben és 2002-ben a Líra díjat érdemelte ki
- a Magyar Televízió az Európai Unióhoz való csatlakozás alkalmával rendezett gálaműsort Nemzetközi Nívódíjra terjesztette elő
- több város – többek közt szülőhelye, Soroksár – díszpolgára
- több nagy múltú borlovagrend tagja